# ریاست‌جمهوری هری اس. ترومن
الگو:Infobox administration
ریاست جمهوری هری اس. ترومن (انگلیسی: Presidency of Harry S. Truman)، رئیس جمهور فرانکلین دلانو روزولت به دنبال انتخاب مجدد در انتخابات ریاست‌جمهوری ایالات متحده آمریکا (۱۹۴۴) بود. روزولت شخصاً از معاون رئیس جمهور فعلی هنری والاس یا [[جیمز اف] حمایت می کرد. بیرنز]] به عنوان معاون او. با این حال، والاس در میان محافظه کاران حزب دموکرات (ایالات متحده آمریکا) محبوبیت نداشت. بایرن، یک کاتولیک سابق، با مخالفت بسیاری از لیبرال ها و کاتولیک ها مواجه شد. به دستور رهبران حزب، روزولت با ترومن که مورد قبول همه جناح های حزب بود، موافقت کرد و ترومن در کنوانسیون ملی دموکرات ۱۹۴۴ به عنوان معاون رئیس جمهور نامزد شد.